# Матфей 1:2
Евангелие от Матфея 1:2 — второй стих первой главы Евангелия от Матфея в Новом Завете (Мф. 1:2). Этот стих является первой частью раздела, в котором приводится генеалогия Иосифа, отца Иисуса.

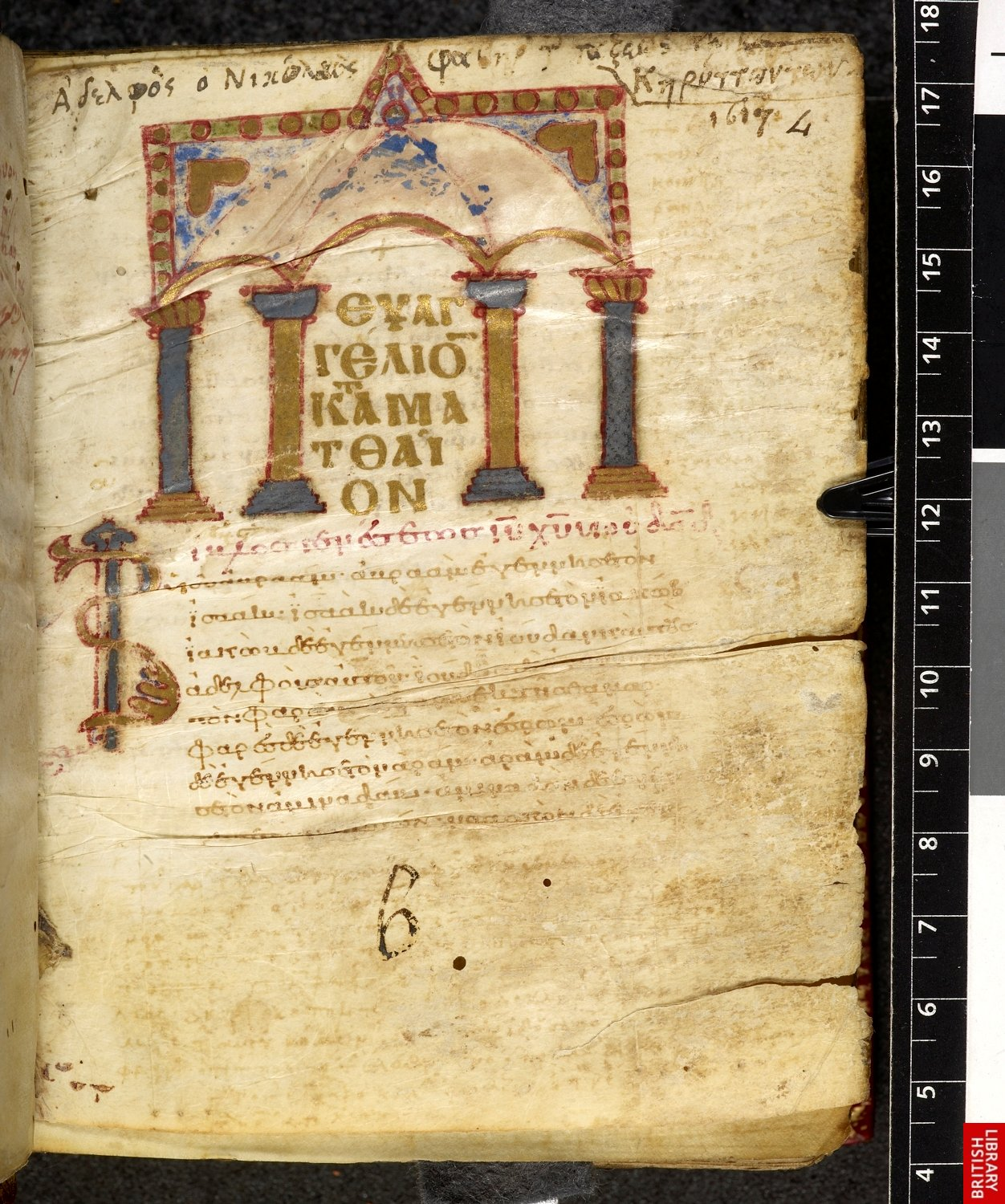
Первая страница Евангелия от Матфея, Codex Harleianus 5540

## Содержание
В Синодальном Переводе текст гласит:
Авраам родил Исаака; Исаак родил Иакова; Иаков родил Иуду и братьев его;

## Анализ
В этом отрывке также упоминаются братья Иуды, которым нет места в генеалогии. Роберт Х. Гандри утверждает, что они включены потому, что автор Евангелия от Матфея пытается изобразить народ Божий братством. Гарольд Фаулер утверждает, что, хотя братья Исаака и Иакова и были исключены из обетования мессии, все 12 братьев Иуды были предками племени, из которого и должен был произойти мессия. Таким образом, включение братьев является напоминанием читателям о том, что именно из этой группы и явится мессия.
У. Д. Дэвис и Дейл Эллисон отмечают, что рождение Исаака было чудесным, согласно Ветхому Завету, и, таким образом, существует определённая симметрия в том, что как первое, так и последнее рождение, упомянутые в генеалогии, являются чудесными.